# Aethopyga mystacalis
Beija-flor-javanês ou nectarínia-de-java (Aethopyga mystacalis) é uma espécie de ave da família Nectariniidae.
Pode ser encontrada nos seguintes países: Brunei, Indonésia, Malásia e Tailândia.
Os seus habitats naturais são: florestas subtropicais ou tropicais húmidas de baixa altitude e regiões subtropicais ou tropicais húmidas de alta altitude.